# Deportation
Deportation (af latin: deportare = bære, føre bort) indebærer normalt udvisning af et eller flere mennesker fra et land eller et område. 
Deportation bruges blandt andet om udvisning af udlændinge. Deportationer kan også foregå indenfor et land, hvor enkeltindivider eller grupper tvinges til at flytte til andre dele af landet. I moderne tid er deportationerne under 2. verdenskrig mest kendte. I Tyskland blev jøder deporteret til kz-lejre, i Sovjetunionen blev flere befolkningsgrupper (tatarer, volgatyskere, estere/letter/litauere) tvangsflyttet, og i USA blev japansk-amerikanere deporteret, da de blev anset som en sikkerhedsrisiko. 